# Чаробњаци с Вејверли Плејса
Чаробњаци с Вејверли Плејса (енгл. Wizards of Waverly Place) америчка је телевизијска серија која се емитовала од 12. октобра 2007. до 6. јануара 2012. на Дизни каналу. Серију је направио Тод Џеј Гринволд, са главним улогама које тумаче Селена Гомез, Дејвид Хенри и Џејк Т. Остин као три чаробњака са магичним способностима, који се такмиче како би преузели пуно право породичних моћи. Остале главне улоге укључују и Џенифер Стоун, Марија Каналас Барера и Дејвид Делуиз.
Серија је 2009. освојила награду за „Најбољи дечији програм” на Награди Еми за ударне термине. Филмска адаптација серије, Чаробњаци с Вејверли Плејса: Филм, емитована је 28. априла 2009. као оригинални филм Дизни канала. Филм је освојио награду за „Најбољи дечији програм” на Награди Еми за ударне термине, зарађујући серији две Еми награде. Последња сезона освојила је награду за „Најбољи дечији програм”, доводећи франшизи укупно три освојене Еми награде. Чаробњаци с Вејверли Плејса завршили су се са укупно 106 епизода и са четири сезоне, поставши серија са највише епизода на Дизни каналу која је раније била То је тако Рејвен. Финале серије гледало је близу десет милиона гледалаца, која је постала најгледанија финална епизода у историји Дизни канала.
Касније, 15. марта 2013. емитован је једночасовни телевизијски специјал Повратак чаробњака: Алекс против Алекс.
Чаробњаци с Вејверли Плејса су емитовани у Србији, Црној Гори, Северној Македонији и у деловима Босне и Херцеговине од 2011. на РТС 1, док су се током 2012. приказивали на српској верзији канала Дизни канал Титл је радио студио Ес-Ди-Ај мидија. Све сезоне су титловане и емитоване.

## Радња
Чаробњаци с Вејверли Плејса бележе авантуре породице Русо. Русови живе на Вејверли Плејсу у Гринвич Вилеџу на Менхетн, изнад сендвичаре који поседују и воде. Породицу чине браћа и сестра Алекс, Џастин и Макс. Троје тинејџера су чаробњаци и живе са својим оцем, Џеријем, бившим породичним чаробњаком и њиховом мајком смрткињом из Мексика, Терезом. Када Русови заврше своју обуку чаробњака, морају да учествују у такмичењу да би одлучили ко ће постати чаробњак породице (онај који ће заувек задржати своје магичне моћи) своје генерације, док остали губе своје моћи и постају смртници. Због тога, Џери покушава да научи своју децу да не постану зависни од магије. Пошто један од њих задржава своју моћ, Џери такође даје деци часове чаробњака (часови се завршавају средином четврте сезоне). Складиште подстанице породице Русо је чаробњакова јазбина. У јазбини је Портал који им омогућава да посете свет чаробњака и друга створења да их посете. Директор савета чаробњака, професор Крамбс, редовно посећује породицу Русо.
Русо браћа и сестра похађају припремну школу Тривека и стално се сусрећу са својим директором стила старог Запада, господином Леритејтом. Пошто живе у смртном свету, од Русових се тражи да чувају чаробњаштво као тајну. Ипак, Алексина најбоља пријатељица, Харпер Финкл, открива тајну у епизоди „Херпер зна” друге сезоне. Џастинов најбољи пријатељ, Зик Бејкермен, такође открива у епизоди „Зек сазнаје” четврте сезоне, заједно са Алекиним дечком, Мејсоном Грејбеком, који је вукодлак и Џастиновом девојком, Џулијет ван Хајсен, која је вампир.

## Епизоде
| Сезона | Сезона | Епизоде | Премијерно приказивање (САД) | Премијерно приказивање (САД) | Премијерно приказивање (Србија) | Премијерно приказивање (Србија) |
| Сезона | Сезона | Епизоде | Прва епизода                 | Последња епизода             | Прва епизода                    | Последња епизода                |
| ------ | ------ | ------- | ---------------------------- | ---------------------------- | ------------------------------- | ------------------------------- |
|        | 1      | 21      | 12. октобар 2007.            | 31. август 2008.             | TBA                             | TBA                             |
|        | 2      | 30      | 12. септембар 2008.          | 21. август 2009.             | TBA                             | TBA                             |
|        | 3      | 28      | 9. октобар 2009.             | 15. октобар 2010.            | TBA                             | TBA                             |
|        | 4      | 27      | 12. новембар 2010.           | 6. јануар 2012.              | TBA                             | TBA                             |

## Ликови

### Главни ликови
- Алекс Русо (Селена Гомез) је једна од главних ликова у серији. Она је чаробница која сваки дан упада у неки проблем.Не зна баш најбоље да користи чаролију. Алекс је лукава, пажљива и спретна. Увек има неки план. Она и не зна баш најбоље користити чаролију што подстиче незадовољство њеног брата Џастина. Њено пуно име је Александра Маргарита Русо.
- Џастин Русо (Дејвид Хенри) је Алексин старији брат. Он је искусни чаробњак. Џастин има девојку Џулијет која је вампир. Када је Џулијет постала старица он је имао другу девојку. Никад није заборавио Џулијет. Џастин се увек труди да Алекс научи нешто из чаролије, али је увек незадовољан јер је Алекс веома лоша у чаролији.
- Макс Русо (Џејк Т. Остин) је Алексин и Џастинов млађи брат. Он је веома несташан. Није нарочито паметан и није баш спретан са магијом.
- Харпер Финкл (Џенифер Стоун) је Алексина најбоља другарица. Она воли моду и облачење. Увек обуче неко смешно одело. Харпер је била заљубљена у Џастина, Алексиног брата. На крају буде са Џастиновим најбољим другом Зиком.
- Тереза Русо (Марија Каналс Берера) је Џастинова, Алексина и Максова мајка. Она ради у ресторану. Тереза није чаробница и не воли чаролију.
- Џери Русо (Дејвид Делуиз) је Џастинов, Алексин и Максов отац. Он ради у ресторану. Веома је искусан чаробњак који се одрекао моћи да би оженио смртницу Терезу.

### Споредни ликови
- Ден Бенсон као Езекјел "Зик" Бикерман (сезона 1–4)
- Ијан Амберкромби као Професор Мрвица (сезона 1–4)
- Бил Чот као Гдин. Леритејт (сезона 1–4)
- Џеф Гарлин као ујак Келбо (сезона 1–3)
- Поли Лит као Френки/Џои (сезона 1–3)
- Џош Сасмен као Хју Нормос (сезона 1–2, 4)
- Amanda Tepe као обезбеђење, information desk lady, музејско обезбеђење и продавац хот-дога(сезона 1–2)
- Скајлер Самуелс као Gertrude "Gigi" Hollingsworth (сезона 1–2)
- Луси Хејл као Миренда Хемпсон (сезона 1)
- Бриџит Мендлер као Џулијет ван Хеусен (сезона 2–4)
- Даниел Самонас као Дин Моријети (сезона 2 и 4)
- Енди Киндлер као Чанчелор Руди Тутитути (сезона 3–4)
- Грег Салкин као Мејсон Грејбек (сезона 3–4)
- Моисес Ариас као Conscience (сезона 3)
- Хејли Кијоко као Стиви Николс (сезона 3)
- Кари Вохлгрин као Хелен (сезона 4)
- Бејли Медисон као Максин Русо (сезона 4)
- Френк Пачеко као Феликс (сезона 4)
- Левен Рамбин као Рози (сезона 4)
- Џон Рубинштајн као Горог (сезона 4)
- Фред Столер као Декстер (сезона 4)
- Камерон Сандерс као Нелвис (сезона 4)
- Мекејли Милер као Талија Робинсон (сезона 4)